# Lourdes Oyarbide
Lourdes Oyarbide Jiménez (Egino, 8 aprile 1994) è un'ex ciclista su strada spagnola. Attiva tra le Elite dal 2014 al 2024, ha vinto due titoli nazionali, a cronometro nel 2017 e in linea nel 2019.

## Palmarès
- 2011 (Juniores)

Campionati spagnoli, Prova a cronometro Junior
- 2012 (Juniores)

Campionati spagnoli, Prova a cronometro Junior
- 2017 (Bizkaia-Durango, una vittoria)

Campionati spagnoli, Prova a cronometro Elite
- 2019 (Movistar Team, due vittorie)

4ª tappa Vuelta a Burgos Feminas (Pedrosa de Valdeporres > Villarcayo)
Campionati spagnoli, Prova in linea Elite

## Piazzamenti

### Grandi Giri
- Giro d'Italia

2016: 101ª
- Vuelta a España

2023: 102ª
2024: 107ª

### Competizioni mondiali
- Campionati del mondo

Copenaghen 2011 - In linea Junior: 36ª
Valkenburg 2012 - Cronometro Junior: 10ª
Valkenburg 2012 - In linea Junior: 23ª
Ponferrada 2014 - Cronometro Elite: 34ª
Bergen 2017 - Cronometro Elite: 41ª
Bergen 2017 - In linea Elite: ritirata
Yorkshire 2019 - Staffetta mista: 10ª
Yorkshire 2019 - Cronometro Elite: 41ª
Yorkshire 2019 - In linea Elite: 74ª
Imola 2020 - Cronometro Elite: 37ª
Fiandre 2021 - Staffetta mista: 11ª
Fiandre 2021 - In linea Elite: 77ª
Wollongong 2022 - Cronometro Elite: 32ª
Wollongong 2022 - Staffetta mista: 10ª
Wollongong 2022 - In linea Elite: ritirata

### Competizioni continentali
- Campionati europei

Goes 2012 - In linea Junior: 32ª
Herning 2017 - Cronometro Elite: 26ª
Herning 2017 - In linea Elite: 34ª
Glasgow 2018 - In linea Elite: ritirata
Glasgow 2018 - Cronometro Elite: 24ª
Alkmaar 2019 - Cronometro Elite: 28ª
Alkmaar 2019 - In linea Elite: 57ª
Plouay 2020 - In linea Elite: ritirata
Trento 2021 - Cronometro Elite: 29ª
Trento 2021 - In linea Elite: ritirata
Monaco di Baviera 2022 - In linea Elite: 25ª